# Grb Občine Borovnica
Grb Občine Borovnica je upodobljen na ščitu z dvema barvnima poljema. Zgornje polje je modro in predstavlja nebo, spodnje pa zeleno in predstavlja zeleno ravnico (simbolično tudi  prvotno ime Borovnice - Vravnitz). Osrednji motiv je stilizirana sivo-bela podoba borovniškega viadukta iz leta 1856.